# Flughafen Shenzhen

i7
i11
i13
Der Shenzhen Bao'an International Airport (chinesisch 深圳宝安国际机场, Pinyin Shēnzhèn Bǎo'ān Guójì Jīchǎng, vormals Shenzhen Huangtian Airport, IATA-Code: SZX, ICAO-Code: ZGSZ) liegt im Bezirk Bao’an der Stadt Shenzhen, Guangdong in der Volksrepublik China.
Er ist mit jährlich 151.000 Flügen der viertgrößte Flughafen Festlandchinas nach Peking, Shanghai und Guangzhou. Auch bei der Luftfracht gehört er mit mehr als 500.000 Tonnen jährlich zu den 30 größten in der Welt.
Der Airport wurde am 12. Oktober 1991 eröffnet. Die Fläche des Flughafengeländes beträgt 10,8 km². Eine Besonderheit des Flughafens ist, dass er durch die Lage am Perlflussdelta Luft-, Schiffs- und Landtransport vereint. Er liegt neben dem Guangzhou-Shenzhen Expressway und ebenso am Fuyong Fährterminal. Der Flughafen dient als Drehkreuz von Shenzhen Airlines.

## Fluggesellschaften und Ziele
Er ist der Heimatflughafen der in Shenzhen ansässigen chinesischen Fluggesellschaft Shenzhen Airlines. Außerdem betreiben China Southern Airlines sowie Hainan Airlines Basen am Flughafen.
Bis 2012 war auch die Frachtfluggesellschaft Jade Cargo International, eine Kooperation aus Shenzhen Airlines, der Lufthansa Cargo AG und der DEG-Deutsche Investitions- und Entwicklungsgesellschaft mbH am Flughafen beheimatet. Zudem ist die Lufthansa Technik an dem Standort mit einem Reparatur- und Wartungszentrum für den asiatischen Bereich vertreten.
Angeflogen werden hauptsächlich Ziele in China sowie Südostasien. Im deutschsprachigen Raum wird Frankfurt dreimal pro Woche mit Air China bedient, Hainan Airlines verbindet Shenzhen mit Wien und Zürich.

## Erweiterungen
Der Flughafen wurde ab Frühjahr 2008 um eine zweite, südwestlich gelegene parallele Landebahn mit 3800 Metern Länge und das 1,6 km lange futuristisch anmutende Terminal 3 (nach der Inbetriebnahme wurde es nicht mehr Terminal 3 genannt, da die alten Terminals geschlossen wurden) erweitert (Architekt: Massimiliano Fuksas; Tragwerk, Fassade und Parametric Design: Knippers Helbig). Das Terminal und die Landebahn auf einer dem Meer durch Polder abgerungenen Fläche wurde 2013 fertiggestellt. Die Kapazität des Airports soll sich durch diese Erweiterung auf rund 40 Millionen Passagiere im Jahr erhöhen. 
Das Terminal wurde um einen Satelliten erweitert. Dieser wurde im Dezember 2021 eröffnet.

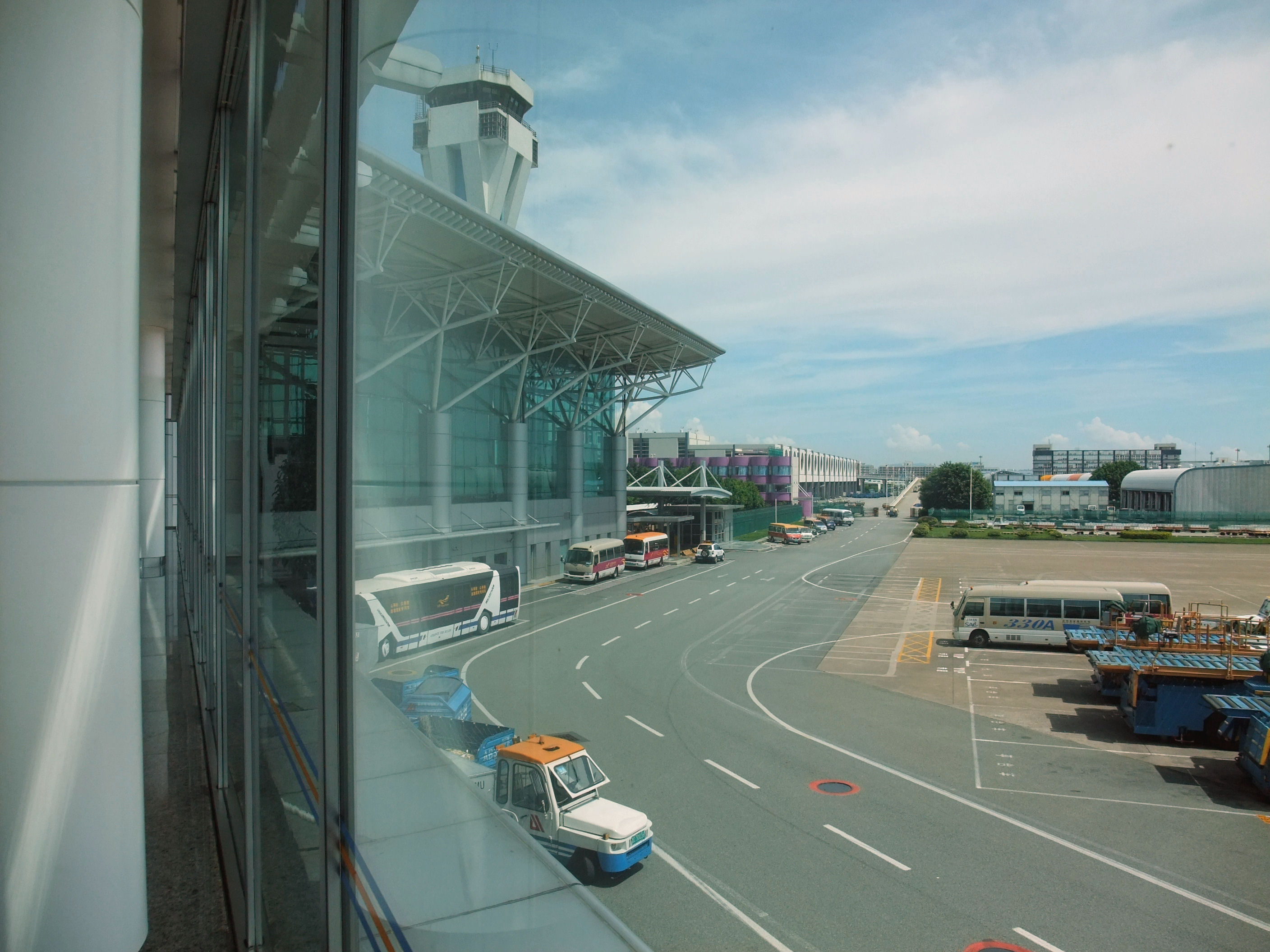
Blick entlang des Terminals auf das Vorfeld
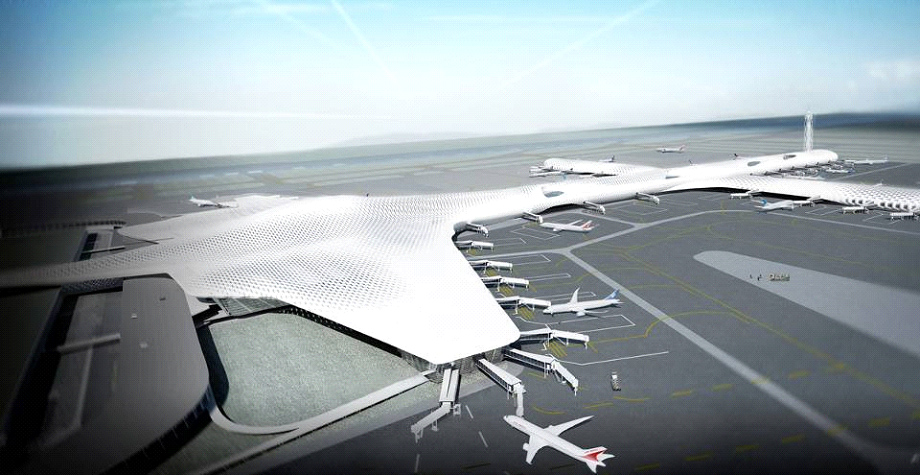
Modell des neuen Hauptterminals
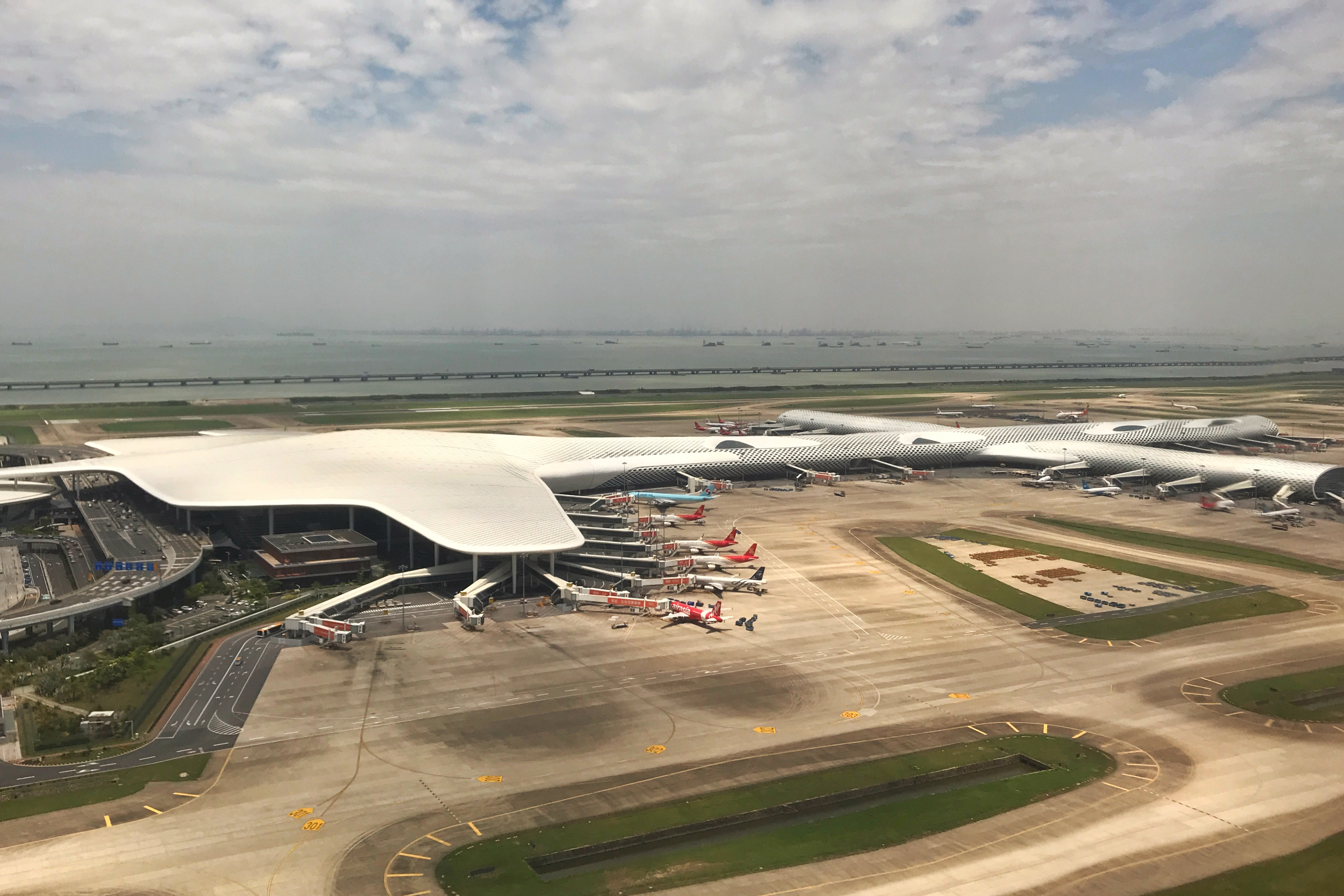
Das fertige neue Hauptterminal aus der Luft
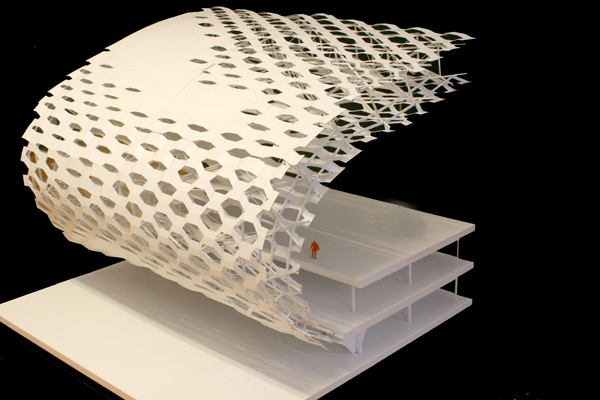
Modellfoto: parametrisch entwickeltes Tragwerk und Fassade
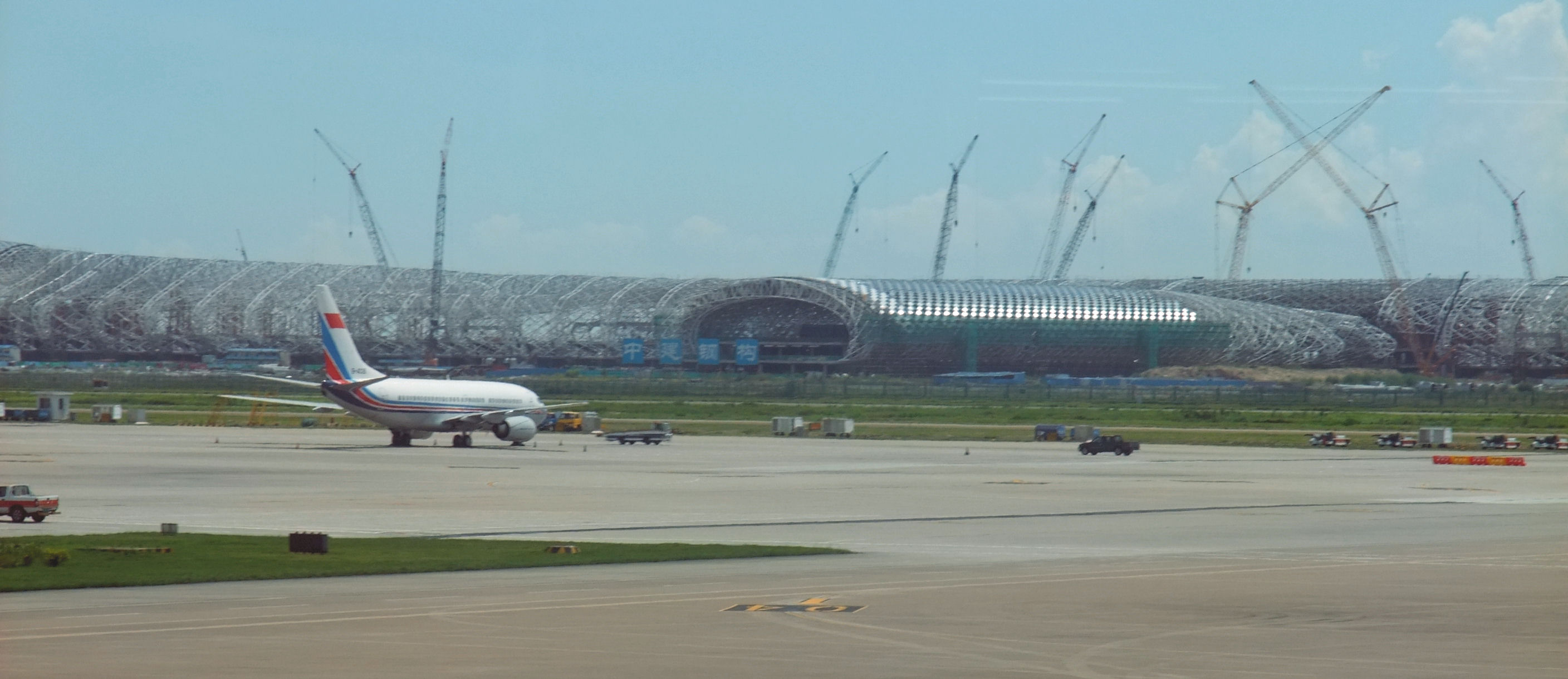
Baufortschritt im August 2011
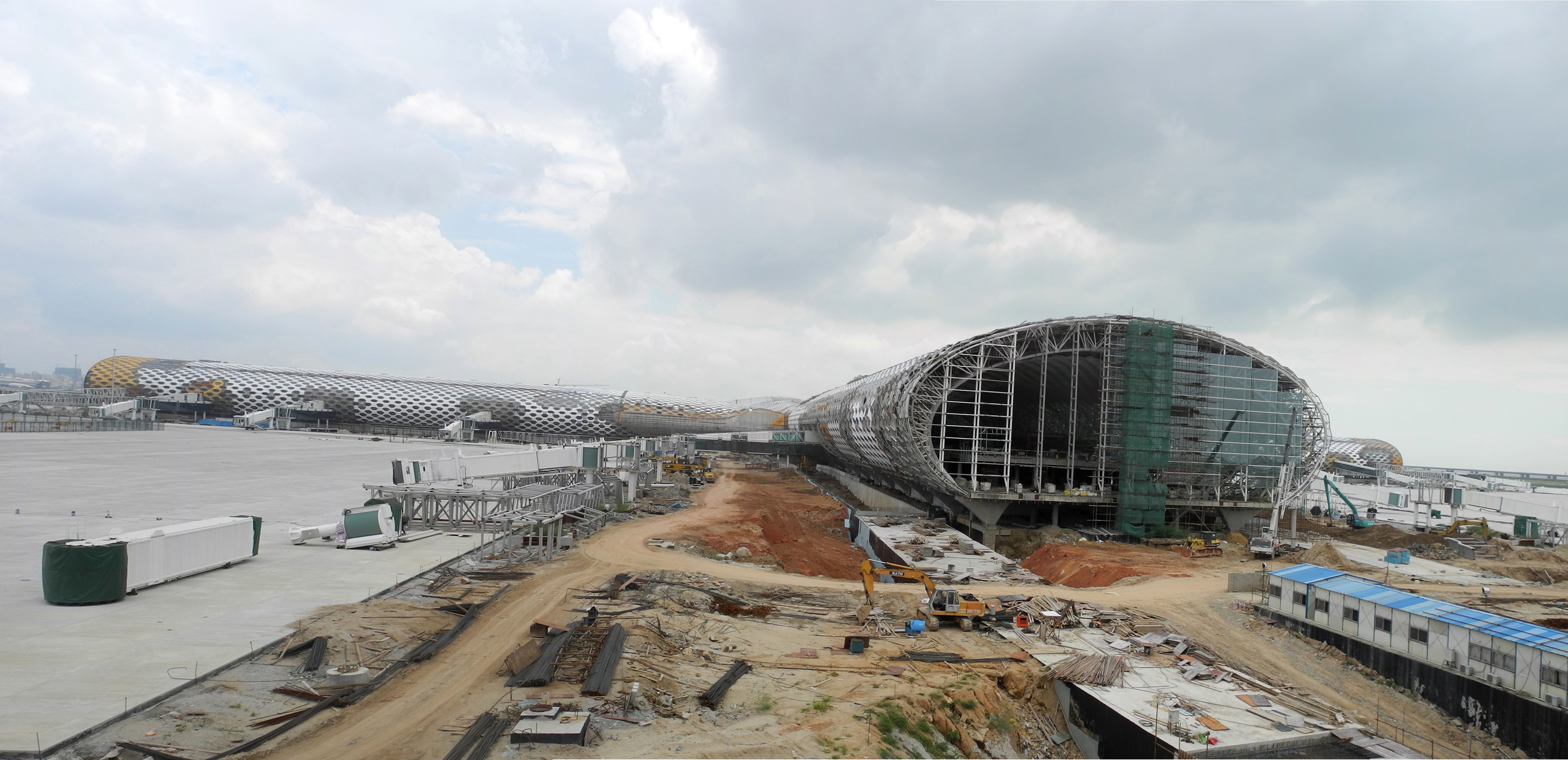
Baufortschritt im September 2012

## Zwischenfälle
- Am 8. Mai 1997 erlitt eine Boeing 737-300 der China Southern Airlines (B-2925) nach einem Flug aus Chongqing eine Bruchlandung auf dem Flughafen Shenzhen. Die Maschine überschoss beim zweiten Anflug unter Gewitterbedingungen das Landebahnende, nachdem sie durch das harte Aufsetzen bei einem vorangegangenen Landeversuch bereits beschädigt wurde. Von den an Bord befindlichen 65 Passagieren und neun Besatzungsmitgliedern kamen 33 Passagiere und zwei Besatzungsmitglieder ums Leben (siehe auch China-Southern-Airlines-Flug 3456).[9]